# Штрауб, Бруно
Бруно Ференц Штрауб (венг. Straub Ferenc Brunó); (5 января 1914 года, Надьварад, Австро-Венгрия (ныне Орадя, Румыния) — 15 февраля 1996 года, Будапешт, Венгрия) — венгерский ученый-биохимик и государственный деятель, председатель Президентского Совета Венгрии (1988—1989).

## Биография

### Научная деятельность
В 1937 г. окончил биологический факультет Университета Сегеда. С 1945 г. являлся профессором этого университета (в 1939—1940 гг. был научным сотрудником лаборатории Д. Кейлина в Институте Молтено, Кембридж, Великобритания.
В 1949 г. был назначен директором биохимического института Университета Земмельвайса. С 1960 по 1967 гг. был одновременно секретарем Отделения биологии Академии наук Венгерской Народной Республики.
В 1967—1973 и в 1985—1988 гг. — вице-президент Венгреской Академии наук. С 1969 по 1971 гг. являлся членом Международного агентства по атомной энергии (МАГАТЭ).
В 1971 г. был назначен директором вновь созданного Института биохимии Венгерской Академии наук. В 1970—1978 гг. возглавлял биологический центр Венгерской Академии наук в Сегеде. В 1979 г. становится директором Института энзимологии.
Основные научные работы посвящены изучению мышечной функции, клеточного дыхания и белкового синтеза. Впервые выделил лактикодегидрогеназу мышц в чистом виде и изучил ее свойства. Открыл компонент сократительного белка мышц – актин, осуществляющий в комплексе с миозином мышечные функции. Исследовал биосинтез белка, используя модельные системы из животных тканей и бактерий. Автор учебника «Биохимия».

### Политическая карьера
По окончании Второй мировой войны вступает в ряды Венгерской партии трудящихся, однако вышел из его рядов после Восстания 1956 года и создания ВСРП; больше не входил ни в одну партию.

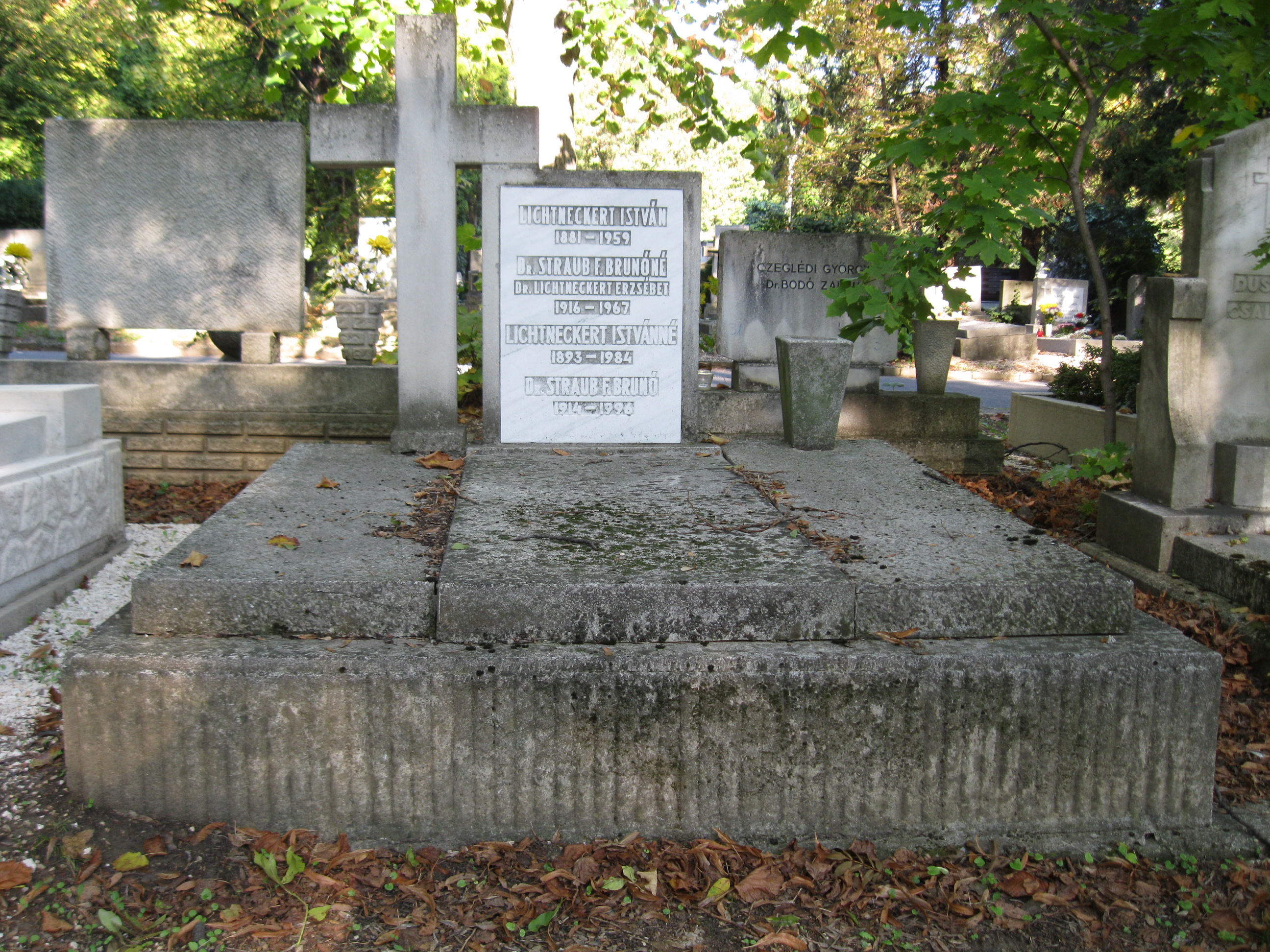
Могила Бруно Штрауба

Вице-президент Национального Совета Мира (1958—1962).
В 1985 г. был избран депутатом Национального собрания ВНР. Являлся председателем Президиума Венгерской Народной Республики с 29 июня 1988 по 18 октября 1989 г. Получил известие о его назначении во время лекционного тура в США.
Затем он ушел из политической и научной жизни по состоянию здоровья.

### Награды и звания
Награждён:
- орденом Заслуг Венгерской Народной Республики класса V (1951),
- тремя степенями ордена Труда (1954, 1960. 1970),
- орденом Знамени 2-й степени (1974),
- Знаком с рубинами ордена Знамени 1-й степени (1989),
- Командорским Крестом со звездой Ордена Заслуг (1995).

Почетный доктор польского Университета Марии Склодовской-Кюри (1974), почетный доктор Берлинского университета им. А. и В. Гумбольдтов (1975).
Премия имени Кошута (1948, 1958). Золотая медаль Академии наук ВНР (1981).